# Miami főegyházmegye
A Miami főegyházmegye (angolul: Roman Catholic Archdiocese of Miami, latinul: Archidioecesis Miamiensis) római katolikus érsekség az észak-amerikai Florida állam területének egy részén, székhelye Miami városa a Szűz Mária-székesegyházzal. Jelenlegi érseke Thomas Gerard Wenski.

## Története
Florida teljes területe eredetileg St. Augustine-i egyházmegyének volt alárendelve. 1958-ban megalakult a Miami egyházmegye, amelyet 1968-ban metropolita érsekséggé emeltek. A következő szuffragan egyházmegyék vannak alárendelve:
- Orlandói egyházmegye
- Palm Beach-i egyházmegye
- Pensacola-Tallahassee-i egyházmegye
- St. Augustine-i egyházmegye
- St. Petersburgi egyházmegye
- Venice-i egyházmegye

## Miami püspöke
1. Coleman Francis Carroll (1958–1968)

## Miami érsekei
1. Coleman Francis Carroll (1968–1977)
2. Edward Anthony McCarthy (1977–1994)
3. John Clement Favalora (1994–2010)
4. Thomas Gerard Wenski (2010–)

## Szomszédos egyházmegyék
- Venice-i egyházmegye (északnyugat)
- Palm Beach-i egyházmegye (észak)
- Havannai főegyházmegye

## Fordítás
Ez a szócikk részben vagy egészben  az   Arcidiecéze miamská című cseh Wikipédia-szócikk ezen változatának fordításán alapul.  Az eredeti cikk szerkesztőit annak laptörténete sorolja fel. Ez a jelzés csupán a megfogalmazás eredetét és a szerzői jogokat jelzi, nem szolgál a cikkben szereplő információk forrásmegjelöléseként.